# 정용실
정용실(鄭容實, 1968년 ~ )은 대한민국 KBS 아나운서이다.

## 학력
- 연세대학교 신문방송학과(1987학번)
- 서강대학교 대학원 미디어교육학 언론학 석사

## 경력
- 1991년: KBS 18기 공채 아나운서
- 한국아나운서연합회 협회보 편집장
- 2006년~ : 연세여성언론인회 부회장
- 2015년 4월~2016년 5월:  KBS 아나운서실 아나운서1부장
- 2024년 11월~: KBS 수신료국

## 수상
- 2005년: 한국아나운서대회 대상
- 2007년: 베스트 멘토링상 수상/여성가족부
- 2007년: 연세대학교 여성리더 100인 선정
- 2012년 : 문화체육관광부 장관표창
- 2014년 3월: 연세언론인회 연세언론인상

## 진행

### 텔레비전
- 1993년~1995년: KBS 1TV 《KBS 토요 10시 30분 뉴스》
- 1994년 : KBS 2TV 《만화인물한국사 초롱이의 옛날여행》방송순서고지자
- 2000년~2003년: KBS 1TV 《무엇이든 물어보세요》
- 2001년: KBS 1TV 《토요화제 이야기 광장》
- 2002년: KBS KOREA 《2002년 KBS 바둑대축제》
- 2003년~2007년: KBS 2TV, KBS 1TV 《주부, 세상을 말하자》
- 2011년: KBS 1TV 《즐거운 책읽기》
- 2011년: KBS 1TV 《생로병사의 비밀》 출연 (373회 뒷모습, 2011년 6월 4일)
- 2011년~2012년: KBS 1TV 《그 사람이 보고싶다》
- 2011년: KBS 1TV 《소비자고발》
- 2012년~2014년: KBS 1TV 《한국 한국인》
- 2015년~2016년: KBS 2TV 《추적 60분》
- 2022년: KBS 1TV 《다큐 인사이트 - 북한 7차 핵실험, 김정은의 도박인가》 내레이션
- 2023년 : KBS 1TV 《인간극장》 (12월 11일 ~ 12월 15일) (임시 내레이션)

### 라디오
- 2003년: KBS 1라디오 《KBS 뉴스와이드》
- 2013년: KBS 1라디오 《생방송 글로벌 대한민국》
- 2014년: KBS 1라디오 《정용실의 저녁길 매거진》
- 2015년: KBS 1라디오 《생방송 오늘》
- 2018년: KBS 1라디오 《행복한 시니어》
- 2019년 9월 16일 ~ 2023년 3월 24일: KBS 1라디오 《정용실의 뉴스브런치》
- 2024년 1월 1일 ~ 2025년 1월 4일 : KBS 한민족방송 《경제로 통일로》

## 저서
- 2006년 《서른, 진실하게 아름답게》 (ISBN 9788991934160)
- 2011년 《도시에서 행복하게 사는 법》 (ISBN 9788901126395)
- 2014년 《혼자 공부해서 아나운서 되기》 (ISBN 9788959373499)
- 2014년 《언젠가 사랑이 말을 걸면》 (ISBN 9788984057968)